# Joan Magrané Figuera
Joan Magrané Figuera (Reus, 1988) est un compositeur catalan . 

## Biographie
Joan Magrané Figuera commence à étudier la composition avec Ramon Humet. Par la suite, il étudie à l'École supérieure de musique de Catalogne (Esmuc) à Barcelone avec Agustín Charles, à la Graz Kunts Universität avec Beat Furrer, puis s'installe à Paris, où il suit les cours de Stefano Gervasoni au Conservatoire national supérieur de musique et de danse. Sa musique est interprétée à travers l'Europe par des orchestres, des groupes et des solistes tels que l'Ensemble intercontemporain, l'Orchestre symphonique écossais de la BBC, le Quatuor Diotima, l'Orchestre symphonique de Barcelone, l'Orchestre symphonique de la radio-télévision espagnole, le Neue Vocalsolisten, le Quartet Gerhard  et beaucoup d'autres. En 2016, il est lauréat de la Villa Médicis à Rome. Il poursuit sa formation dans une autre résidence, la Casa de Velázquez qu'il intègre pour l'année 2017-2018.  Il reçoit plusieurs prix de composition, dont le XXXIe Prix de composition de la Reine Sofia en 2014.

## Œuvres
- Diàlegs de Tirant e Carmesina (2018/2019), opéra de chambre [10]
- Tombeau, violoncelle (2018)
- Fantasiestück, piano (2018)
- Oració, 8 voix (2018)[11]
- Era : 3ème quatuor à cordes (2018)[12]
- Faula, ensemble (2017)
- Estris de llum, sax quatuor (2017)[13]
- Marines i boscatges, ensemble (2016)
- Fragments d'Ausiàs March, cinq voix et ensemble (2016)
- Double (swans reflecting elephants), piano (2015/16)[14]
- Swing, six voix, trois percussionnistes, violon, alto et violoncelle (2015/16)
- Frammenti da Michelangelo, baryton et ensemble (2013/15)[15]
- Un triptyque voilé, trio à cordes (2014)[16]
- Uns fragments d'aparicions, violon et électronique (2013/14)[17]
- Alguns cants òrfics, 2e quatuor à cordes (2013)[18]
- Madrigal, 1er quatuor à cordes (2012)[19]
- ... secreta desolación ..., orchestre (2012)[20]

## Discographie
- 2019 : 
  - Diferencias sobre El canto del caballero ( Soledad sonora, Initiale), Jesús Noguera.
  - Tres poesies de Bartomeu Rosselló-Pòrcel ( Legacy, Seedmusic), Anna Alàs i Alexander Fleischer.
  - Si en lo mal temps... ( Cueurs Desolez, Ibs Classical), Carlos Mena et Iñaki Alberdi.
  - Oració ( Epistulae ad Sagittarium, Ficta), Ensemble O Vos Omnes, Xavier Pastrana.
  - Caça nocturna ( Offertorium, Seedmusic), Barcelona Clarinet Players.
- 2018 : 
  - Via ( Truths, Ibs Classical), Ángel Soria.
  - Via ( Made in Bcn, La Mà de Guido ), Joan-Martí Frasquier.
- 2013 : 
  - Visiones ( Visiones, Verso), Mario Prisuelos.